# Politikens filmjournal 091
|  | Denne artikel er oprettet af botten Steenthbot ud fra en ekstern database. Den kan derfor have sproglige fejl eller mangler. Denne skabelon kan fjernes efter kontrol af indholdet. |

Politikens filmjournal 091 er en dansk dokumentarisk optagelse fra 1951.

## Handling
1) Det danske kongepar besøger England. Kong Frederik IX modtager Hosebåndsordenen og bliver slået til ridder af Kong Georg VI. Besøg i bl.a. en arbejderbolig og på rådhuset, Guildhall, i London.

2) USA: Amerikanske FN-soldater vender hjem på orlov fra Koreakrigen. Modtages i Seattle.

3) Frankrig: Sjove opfindelser vises i Paris, bl.a. en selvroterende spaghettigaffel.

4) Tyskland: Mesterskabsløb for racerbiler i München.

## Medvirkende
- Dronning Ingrid
- Kong Frederik IX